# Eduardo Zamacois y Zabala
Eduardo Zamacois y Zabala (n. 2 iulie 1841, Bilbao, Comunitatea Autonomă a Țării Basce, Spania – d. 12 ianuarie 1871, Madrid, Noua Castilie⁠(d), Spania) a fost un pictor academic spaniol specializat în pânze la scară mică. A fost tatăl scriitorului francez Miguel Zamacoïs⁠(d), fratele scriitorului Niceto de Zamacois⁠(d), al cântăreței Elisa Zamacois⁠(d) și al actorului Ricardo Zamacois⁠(d) și, de asemenea, unchi al scriitorului Eduardo Zamacois⁠(d) și al compozitorului de muzică Joaquín Zamacois⁠(d).

## Biografie
Eduardo María Zamacois y Zabala s-a născut la Bilbao, Spania; fiul profesorului Miguel Antonio de Zamacois y Berreteaga (1794-1863) și al celei de-a doua soții, Ruperta María del Pilar de Zabala y Arauco. Tatăl său a fost fondatorul și directorul Școlii de Științe Umaniste Santiago de Vizcaya. Rudele sale au inclus numeroși artiști: scriitori, actori și muzicieni. De ascendență basci, numele lor de familie își are originea în Hasparren, Franța, unde a fost scris inițial „Samacoys”.

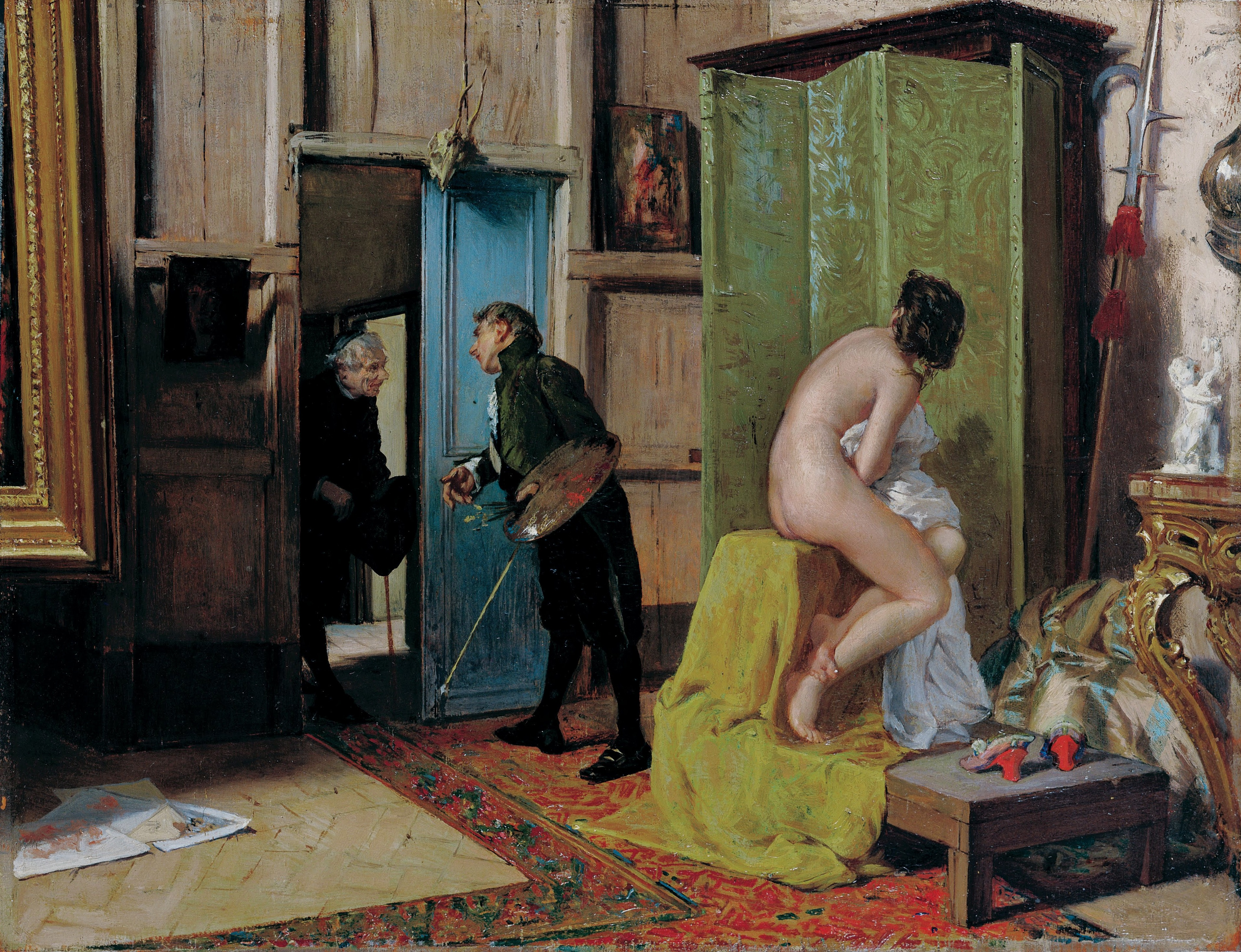
Vizita inoportună

A primit o educație temeinică, care a inclus cursuri de desen cu un artist local pe nume Joaquín Balaca (c.1820-? ). Mai târziu, când școala tatălui său s-a închis, familia s-a mutat la Madrid și, în 1856, a fost înscris la Real Academia de Bellas Artes de San Fernando, unde a studiat cu Federico de Madrazo.
În 1860, la recomandarea lui Madrazo, s-a dus la Paris și a urmat cursurile lui Charles Gleyre pentru a se pregăti pentru înscrierea la Ècole des Beaux-Arts. Cererea sa acolo a fost respinsă, așa că a apelat la atelierele lui Ernest Meissonier⁠(d), unde și-a găsit un post.

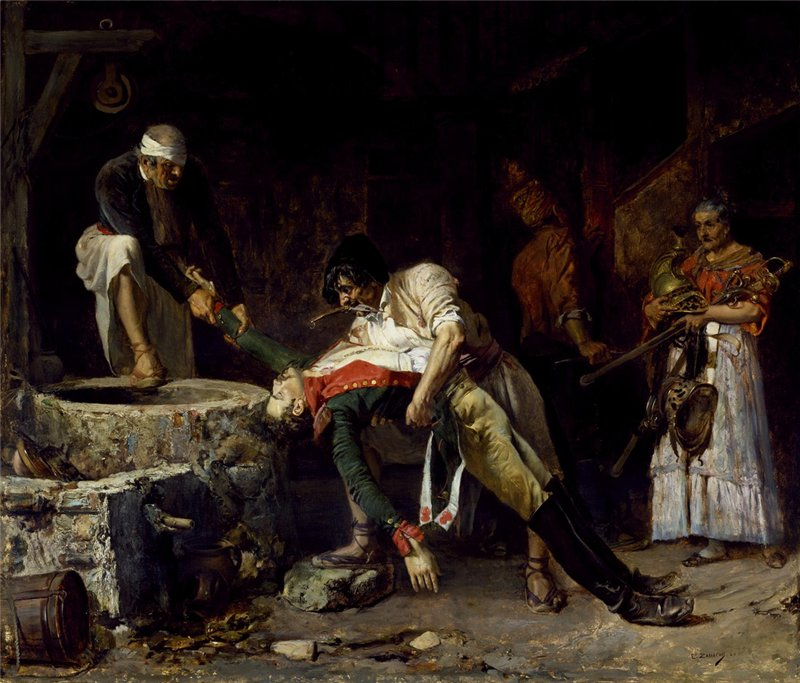
Ocupația franceză

Priceput negociator de afaceri, s-a străduit să obțină acces la cât mai multe expoziții europene. Succesul a venit repede. În 1861, a fost însărcinat să creeze picturi decorative în cartierele viitorului rege, Alfonso al XII-lea, la Palacio Real de Madrid. Această lucrare i-a adus o bursă de la Diputación Foral de Vizcaya, ceea ce i-a permis să-și continue studiile.  În 1862 și 1864, a primit medalii la Expoziția Națională de Arte Plastice.
S-a căsătorit la Paris în 1865, cu Louise Marie Héloise Perrin, pe care o cunoscuse în casa prietenului său, Jehan Georges Vibert⁠(d). Au avut doi copii: Miguel Louis Pascual⁠(d), care a devenit un cunoscut jurnalist și dramaturg, și o fiică postumă, Marie Hélène, (care s-a căsătorit cu pictorul, Jean Alfred Marioton⁠(d)).
În 1866, s-a împrietenit cu pictorul, Marià Fortuny, care a realizat un portret al lui. În timpul unei călătorii la Roma, Zamacois a pozat și ca toreador pentru pictura lui Fortuny, Nunta spaniolă. Ulterior, l-a contactat pe prietenul său, Adolphe Goupil, și l-a pus în legătură cu Fortuny, ceea ce a rezultat într-un contract exclusiv cu Goupil & Cie⁠(d); un punct de cotitură în cariera lui Fortuny.
În 1870, a primit medalia de aur la Salon⁠(d) pentru pictura sa, Educația unui prinț. După o expoziție la Londra, una dintre picturile sale a fost achiziționată de Charles Dickens.
Războiul franco-prusac i-au creat dificultăți care l-au forțat în cele din urmă să se întoarcă la Madrid. Sosirea sa acolo a coincis cu încoronarea oficială a regelui Amadeo participând la ceremonii. Era o iarnă neobișnuit de rece și s-a îmbolnăvit în ziua următoare. A murit acolo brusc, la vârsta de 29 de ani, de ceea ce a fost descrisă drept „angină gangrenoasă” (posibil difterie).
În 1878, a primit o diplomă postumă de către École des Beaux-Arts și o retrospectivă majoră la Exposition Universelle. Goupil & Cie a publicat, de asemenea, un volum mare de fotografii ale operelor sale majore.

## Lucrări (selecție)

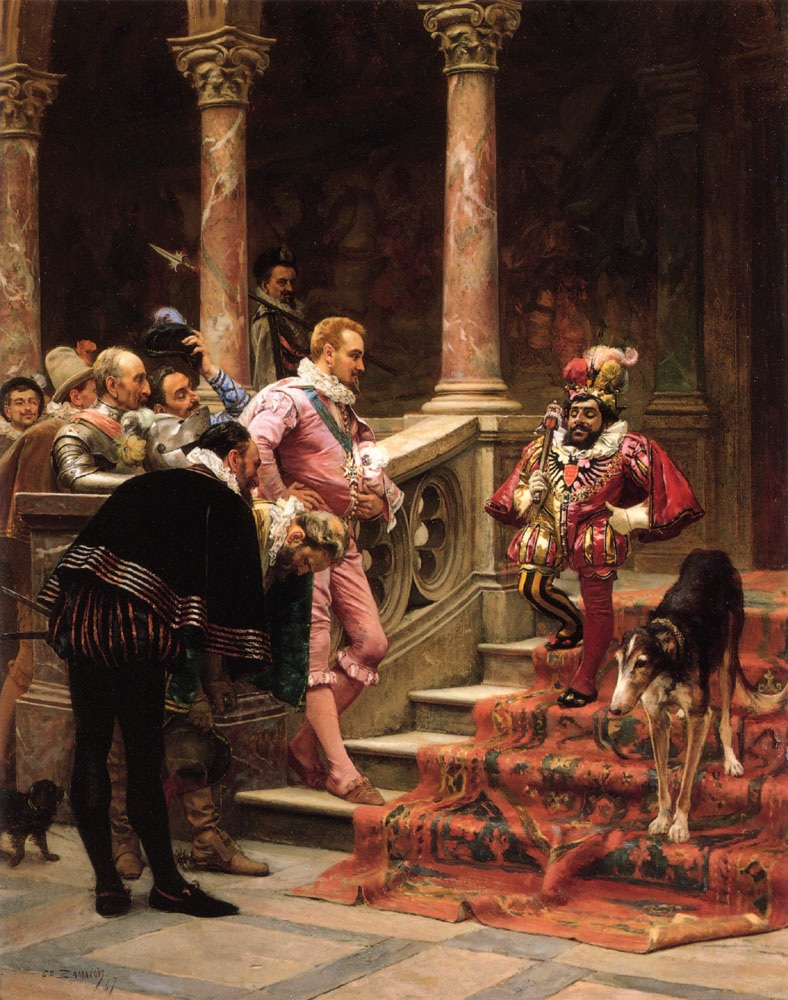
Favoritul Regelui
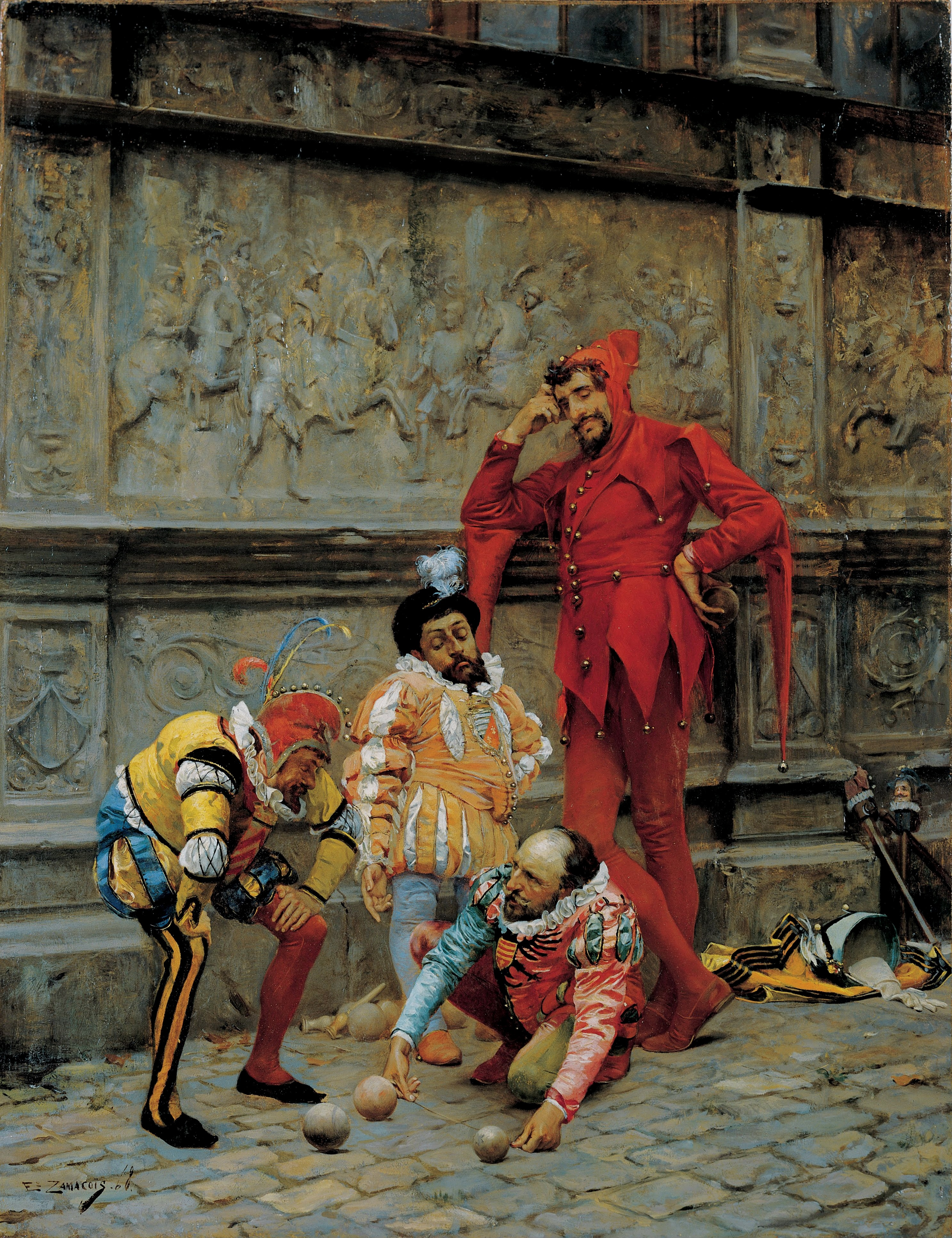
Bufoni care joacă Cochonnet
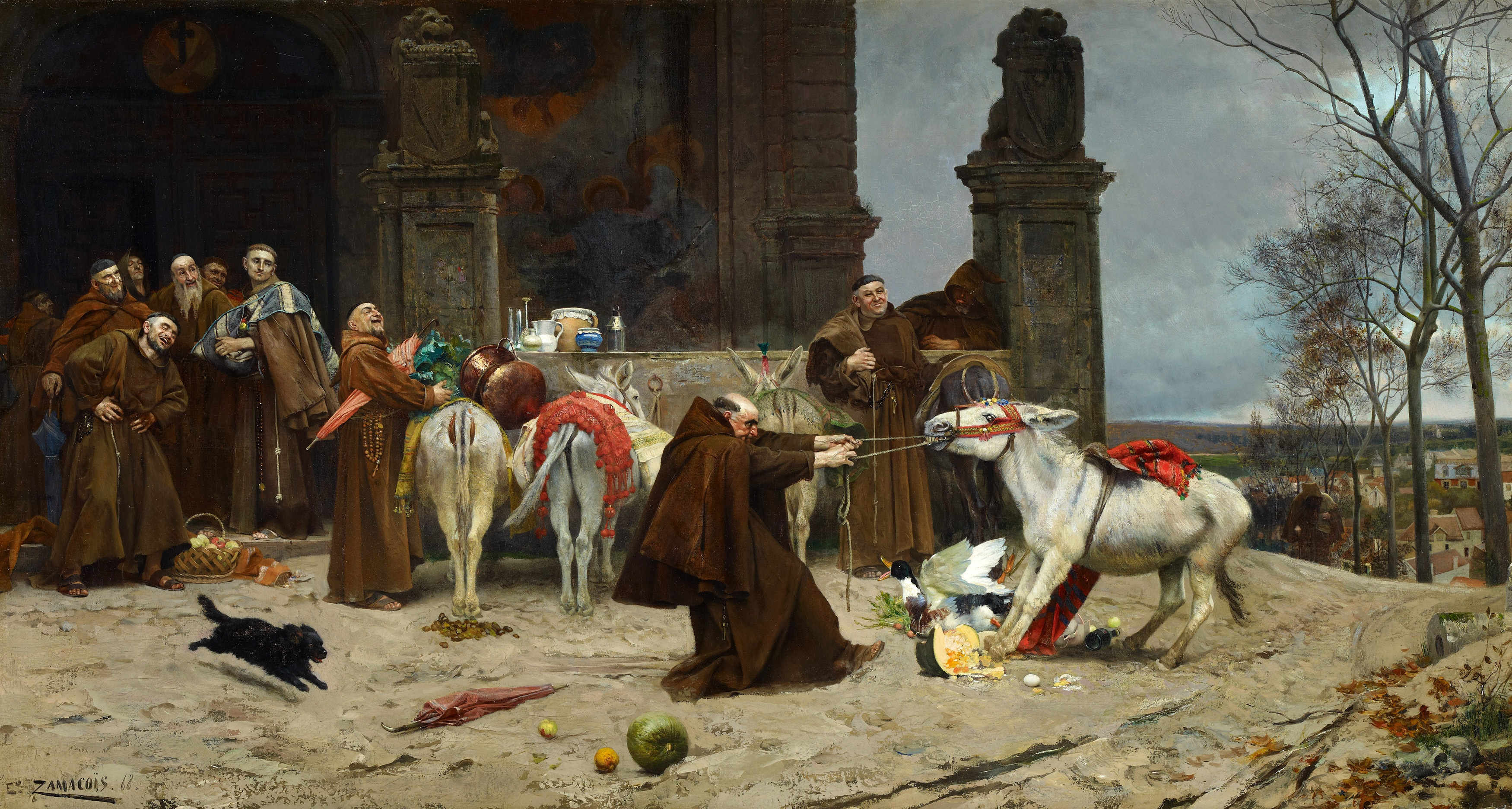
Întoarcere la mănăstire
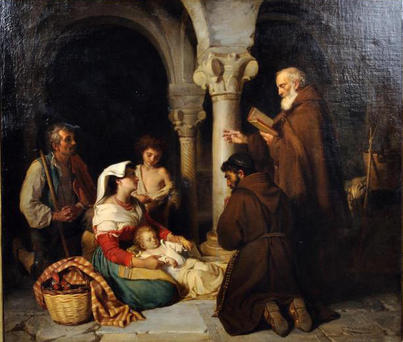
Botezand pe saraci